# Mini-SEA
Pour les articles homonymes, voir SEA.
Mini-SEA (mini-Social cognition & Emotional Assessment) est une batterie de tests neuropsychologiques destinée à évaluer rapidement les troubles de la cognition sociale et émotionnelle.

## Historique
Élaborée par une équipe de chercheurs en 2012 et publiée en 2014 dans sa version française, la mini-SEA a été principalement développée pour l'évaluation et le diagnostic de maladies neurodégénératives comme la démence fronto-temporale, mais est destinée plus largement a évaluer l'intégrité des lobes frontaux.

## Constitution de la mini-SEA
La passation de la mini-SEA dure environ 30 minutes. La batterie est composée de deux sous tests : (1) une version réduite et modifiée du test des Faux-Pas, évaluant la théorie de l'esprit et (2) un test de reconnaissance des émotions faciales. Ces deux tests sont parmi les plus sensibles et spécifiques pour le diagnostic de la démence fronto-temporale et permettent notamment de la distinguer de la maladie d'Alzheimer.

## Régions du cerveau impliquées
La mini-SEA évalue les dysfonctionnements des lobes frontaux, notamment des parties médianes dorsales et rostrales,. 
La mini-SEA est considérée comme un test rapide et simple à administrer en consultation ou au lit du patient,, et est présentée comme un outil clinique utile pour évaluer les séquelles d'un accident vasculaire cérébral frontal ou d'un traumatisme crânien.